# Bras de mer poldérisé
Un bras de mer poldérisé est une zone de mer ou d'un estuaire qui a été poldérisée ou transformée en lac d'eau douce artificiellement.

## Exemples
- Zwin, à la frontière entre la Belgique et les Pays-Bas.
- Une partie de la commune d'Odsherred au Danemark.